# Дональд Віллс Дуґлас
Дональд Віллс Дуґлас (англ. Donald Wills Douglas; 6 квітня 1892 — 1 лютого 1981) — американський авіаційний промисловець і авіаконструктор. У 1921 році заснував компанію Douglas Aircraft, пізніше об'єднану в компанію Макдоннел Дуглас.
У 1914 році отримав диплом бакалавра у сфері машинобудування в Массачусетському технологічному інституті. Після чого почав працювати на фірмі «Гленн Коннектикут ейркрафт». З 1916 року у фірмі «Гленн Мартін» як головний інженер, де керував розробкою бомбардувальника MB-1. У 1920 році спільно з підприємцем Д. Дейвісом заснував авіаційну фірму «Дейвіс-Дуглас», яку й очолив з 1921 року. До цього часу Дуглас сконструював легкий літак «Клаудстер». Наприкінці 1921 року Дуглас став президентом авіафірми «Дуглас».
Дуглас-старший пішов у відставку в 1957 році (його замінив син Дональд Дуглас-молодший на посаді президента компанії). Він зберіг посаду голови правління.
У 1967 році компанія намагалася розширити виробництво для задоволення попиту на авіалайнери DC-8 та DC-9 і військовий штурмовий літак A-4 Skyhawk. Проблеми з якістю та витратами на розвиток DC-10 у поєднанні з дефіцитом через війну у В'єтнамі змусили Дугласа погодитися на злиття з корпорацією McDonnell Aircraft Corporation для утворення McDonnell Douglas 28 квітня 1967 року.
Завод Дональда Дугласа розташований у Санта-Моніці.